# Josué Albert
Josué Albert, né le 21 janvier 1992 à Colombes (Hauts-de-Seine), est un footballeur français, international guyanais. Il joue au poste de défenseur.

## Biographie

### Parcours junior et amateur (2010-2014)
Natif de la région parisienne, il commence le football au CSM Gennevilliers, puis  il intègre le centre de formation de l'AS Saint-Étienne en 2007. Lors de la saison 2010-2011, il intègre la réserve en CFA, où il joue seulement quatre rencontres. La saison suivante, il rejoint la réserve de l'EA Guingamp qui évolue en CFA 2 sous les ordres de Claude Michel et ensuite il a basculé avec le groupe professionnel sous contrat amateur et sous les ordres de Jocelyn Gourvennec. Il a également fait un court passage au pays de Galles pendant 6 mois à Aberystwyth Town en Welsh Premier League.
En juillet 2013, il rejoint l'ES Uzès Pont du Gard en National où il ne parvient pas à s'imposer, une année compliquée avec des changements de coach et de président. L'année suivante, il quitte l'ES Uzès pour l'US Quevilly évoluant en CFA.

### Du CFA vers la Ligue 2 avec Quevilly (2014-2018)
En juillet 2014, il signe un contrat d'un an avec l'US Quevilly en CFA. Lors de sa deuxième saison, il remporte le championnat de CFA, et le club est promu en National, et prend une place de plus en plus importante au sein de l'effectif. En juin 2015, puis en juin 2016, il prolonge son contrat d'une saison de plus,. La saison suivante, il a eu qu'une seule et unique occasion de se montrer en National, face au CA Bastia (1-1), à la fin du mois de mars. Il a eu de nombreux pépins physiques qui l'ont ennuyé tout au long de la saison (opéré du genou, puis victime d'une rechute),. Le club est promu en Ligue 2 grâce à leur deuxième place en championnat.
En janvier 2018, il signe son premier contrat professionnel avec Quevilly-Rouen qui évolue en Ligue 2. Il s’entraînait depuis un an dans le groupe d’Emmanuel Da Costa, avant de jouer en réserve depuis le début de la saison en National 3 (11 rencontres disputées).  Il fait ses débuts professionnel contre le FC Sochaux-Montbéliard (victoire 1-0 de Quevilly-Rouen) lors de la 20e journée de Ligue 2. il a participé cette saison à 14 matchs de Ligue 2, tous en tant que titulaire. Il n'a cependant pas pu éviter la relégation en National de Quevilly-Rouen. Il est en fin de contrat avec Quevilly et serait en approche pour le Clermont Foot.

### Transfert au Clermont Foot (2018-2022)
Il signe un contrat de deux ans avec le Clermont Foot 63 le 6 juin 2018. Il sera le remplaçant numérique de l'ancien capitaine Thomas Fontaine. Il fait ses débuts avec Clermont face à Châteauroux (0-0) lors de la première journée de Ligue 2. Lors de ce match, il entre à la 79e minute de la rencontre, à la place de Florent Ogier. Lors de sa première saison en Auvergne, il dispute 17 rencontres dont 14 titulaires en championnat.

### Carrière internationale (depuis 2016)
Le 27 février 2016, il est convoqué pour la première fois en équipe de Guyane par les sélectionneurs nationaux Jaïr Karam & Marie-Rose Carême, pour des matchs des éliminatoires de la Coupe caribéenne 2017 contre les Bermudes et Cuba,.
Le 26 mars 2016, il honore sa première sélection face aux Bermudes. Il commence la rencontre comme titulaire, et sort du terrain à la 16e minute de jeu, en étant remplacé par Marvin Torvic. Le match se solde par une défaite 2-1 des Guyanais. Puis, le 14 mars 2019, il est convoqué pour la deuxième fois en sélection par le sélectionneur national Thierry De Neef, pour un matchs des éliminatoires de la Gold Cup 2019 contre le Canada,. Il joue la rencontre comme titulaire face au Canada, lors d'une défaite 4-1 des Guyanais le 24 mars 2019,.

## Palmarès
- Avec  US Quevilly-Rouen
  - Vainqueur du groupe A du CFA en 2016
  - Vice-champion de National en 2017

## Statistiques

### Statistiques détaillées
| Saison                | Club                         | Championnat           | Championnat | Championnat | Coupe nationale | Coupe nationale | Coupe de la Ligue | Coupe de la Ligue | Guyane | Guyane | Total | Total |
| Saison                | Club                         | Division              | M.          | B.          | M.              | B.              | M.                | B.                | M.     | B.     | M.    | B.    |
| 2013-2014             | Entente sportive Pays d'Uzès | National              | 7           | 0           | 0               | 0               | -                 | -                 | -      | -      | 7     | 0     |
| 2014-2015             | US Quevilly                  | CFA                   | 29          | 2           | 5               | 0               | -                 | -                 | -      | -      | 34    | 2     |
| 2015-2016             | US Quevilly-Rouen            | CFA                   | 20          | 1           | 2               | 0               | -                 | -                 | 1      | 0      | 23    | 1     |
| 2016-2017             | US Quevilly-Rouen            | National              | 1           | 0           | 0               | 0               | -                 | -                 | -      | -      | 1     | 0     |
| 2017-2018             | US Quevilly-Rouen            | Ligue 2               | 14          | 0           | 0               | 0               | 0                 | 0                 | -      | -      | 14    | 0     |
| Sous-total            | Sous-total                   | Sous-total            | 64          | 3           | 7               | 0               | 0                 | 0                 | 1      | 0      | 72    | 3     |
| 2018-2019             | Clermont Foot                | Ligue 2               | 17          | 0           | 2               | 0               | 2                 | 0                 | 1      | 0      | 22    | 0     |
| 2019-2020             | Clermont Foot                | Ligue 2               | 10          | 0           | 0               | 0               | 2                 | 0                 | 2      | 0      | 14    | 0     |
| 2020-2021             | Clermont Foot                | Ligue 2               | 5           | 0           | 1               | 0               | -                 | -                 | -      | -      | 6     | 0     |
| Sous-total            | Sous-total                   | Sous-total            | 32          | 0           | 3               | 0               | 4                 | 0                 | 3      | 0      | 42    | 0     |
| Total sur la carrière | Total sur la carrière        | Total sur la carrière | 103         | 3           | 10              | 0               | 4                 | 0                 | 4      | 0      | 117   | 7     |